# Garraf (Sitges)
Garraf és un poble del municipi de Sitges, que és a l'est del terme a la zona litoral del Massís del Garraf, i envoltat pel Parc Natural del Garraf. Hi arriben la carretera C-31 (que recorre les Costes del Garraf) i la Renfe, a l'Estació de Garraf. 

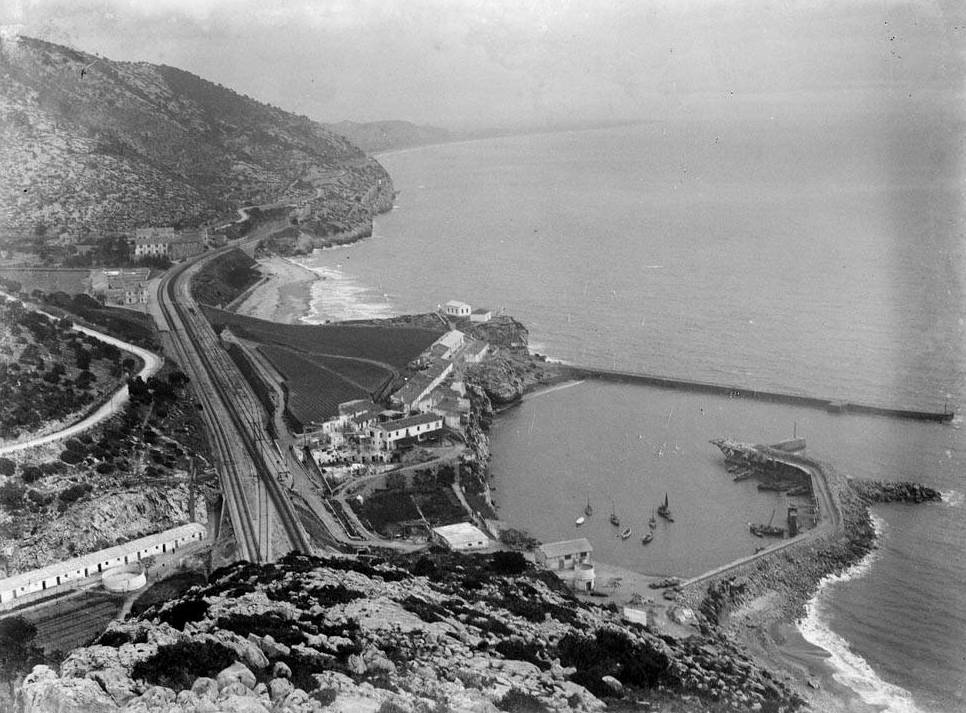
Garraf en una imatge d'entre 1920 i 1930

Garraf és un lloc d'estiueig i té una platja freqüentada, anomenada platja de Garraf, on s'han filmat diversos anuncis de televisió, que forma una petita cala amb pintoresques casetes, que contrasta amb el rocallós Massís del Garraf. El port de Garraf és actualment d'ús exclusivament esportiu. Té estació de ferrocarril i una esglesiola, dedicada a santa Maria Estrella del Mar. Hi ha, també, el celler Güell, edifici de Francesc Berenguer i/o d'Antoni Gaudí (atribució discutida), visible des de la carretera i que forma part d'un restaurant.

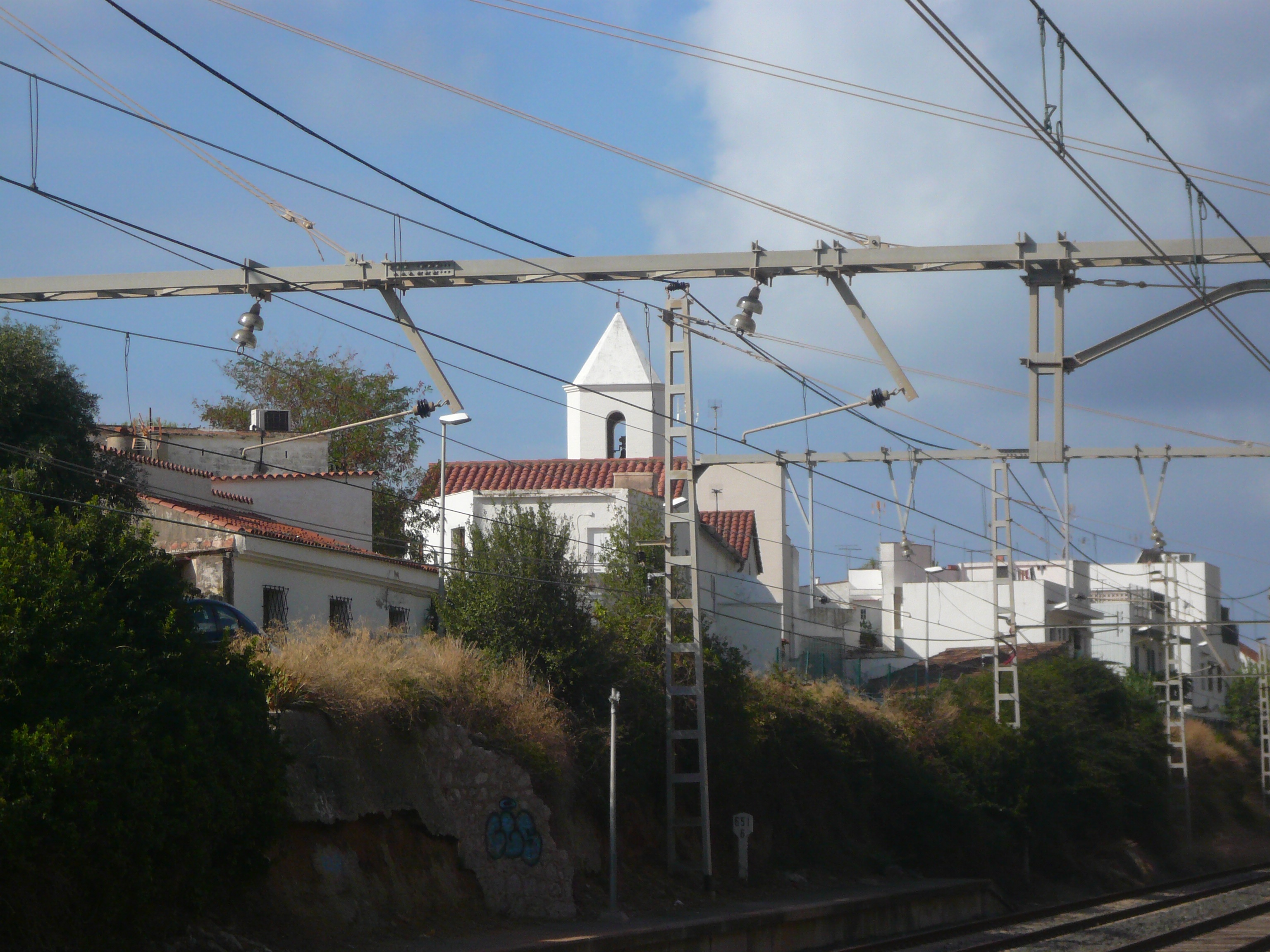
Església de Santa Maria Estrella del Mar

El topònim "Garraf", que dona nom al massís i a la comarca, fou esmentat ja el 1011. També fou el nom de l'antic priorat de Sant Vicenç de Garraf, normalment anomenat Sant Vicenç de Pedrabona, fundat per Alfons el Cast el 1163. L'establiment religiós es trobava a l'esquerra del torrent de Garraf, a prop de la masia de Can Lluçà; l'anomenada Era del Prior i el coster de la Fita poden ser-ne els darrers vestigis. El priorat de Sant Vicenç era ja en decadència al segle xiv, i el 1423 fou unit a la canònica barcelonina de Santa Eulàlia del Camp. Tot i que antigament Garraf era un petit poble de pescadors, el port actual fou construït l'any 1902 per donar sortida als materials d'una pedrera que es feia servir en una de les ampliacions del port de Barcelona.

## Filmografia
- Els últims dies de Pompeia (1959), de Sergio Leone.

- Krámpack (2000), de Cesc Gay.